# ヒッツ+
『ヒッツ+』（Hits+）は、カイリー・ミノーグの2枚目のベストアルバム。2000年にデコンストラクションから発売された。

## 概要
デコンストラクション時代のシングル曲と未発表曲、リミックスで構成されたベストアルバムである。ただし、オーストラリアのみのシングル曲であった"カウボーイ・スタイル - Cowboy Style"は収録されていない。
全英チャートでは41位と、カイリーのベストアルバムとしては低いセールスを記録している。
"イフ・ユー・ドント・ラヴ・ミー - If You Don't Love Me”はイギリスのバンド、プリファブ・スプラウトのカヴァー曲であり、2011年の来日公演を含む『アフロディーテ・ワールド・ツアー』でも披露された。
"テイク・ミー・ウィズ・ユー- Take Me with You"はオリジナル・アルバム未収録であったが、1998年のライブアルバム『インティメイト・アンド・ライヴ』で先にライブバージョンが披露されていた。

## 収録曲
| #   | タイトル                                                                                              | 作詞 | 作曲・編曲 | 時間 |
| --- | --- | ---- | ---------- | ---- |
| 1.  | 「コンファイド・イン・ミー」(Confide in Me)                                                           |      |            | 5:55 |
| 2.  | 「プット・ユアセルフ・イン・マイ・プレイス」(Put Yourself in My Place)                                |      |            | 4:12 |
| 3.  | 「ホエア・イズ・ザ・フィーリング (BIR Dolphin mix)」(Where Is the Feeling? (BIR Dolphin mix))         |      |            | 4:13 |
| 4.  | 「サム・カインド・オブ・ブリス」(Some Kind of Bliss)                                                  |      |            | 4:14 |
| 5.  | 「ディド・イット・アゲイン」(Did It Again)                                                            |      |            | 4:16 |
| 6.  | 「ブリーズ」(Breathe)                                                                                 |      |            | 3:40 |
| 7.  | 「野薔薇 (with ニック・ケイヴ)」(Where the Wild Roses Grow (with Nick Cave))                          |      |            | 3:58 |
| 8.  | 「イフ・ユー・ドント・ラヴ・ミー」(If You Don't Love Me)                                              |      |            | 2:11 |
| 9.  | 「ティアーズ」(Tears)                                                                                 |      |            | 4:29 |
| 10. | 「ガッタ・ムーヴ・オン」(Gotta Move On)                                                               |      |            | 3:36 |
| 11. | 「ディフィカルト・バイ・デザイン」(Difficult by Design)                                               |      |            | 3:43 |
| 12. | 「ステイ・ディス・ウェイ」(Stay This Way)                                                             |      |            | 4:35 |
| 13. | 「オートマチック・ラヴ (アコースティック・ヴァージョン)」(Automatic Love (Acoustic version))          |      |            | 4:24 |
| 14. | 「ホエア・ハズ・ザ・ラヴ・ゴーン? (Roach Motel Remix)」(Where Has the Love Gone? (Roach Motel Remix)) |      |            | 9:26 |
| 15. | 「テイク・ミー・ウィズ・ユー」(Take Me with You)                                                      |      |            | 9:11 |